# Zbyněk Hráček
Zbyněk Hráček (ur. 9 września 1970 w Uherskim Hradišciu) – czeski szachista, arcymistrz od 1994 roku.

## Kariera szachowa
Pierwszy znaczący sukces na arenie międzynarodowej odniósł w roku 1990, dzieląc II m. (wraz z Aleksiejem Driejewem) w mistrzostwach Europy juniorów do lat 20 w Arnhem. W tym samym roku zadebiutował w narodowej drużynie na szachowej olimpiadzie w Nowym Sadzie (gdzie szachiści Czechosłowacji zajęli IV m.) oraz podzielił II m. (wraz z Igorem Stohlem i Aleksandrem Wojtkiewiczem) w turnieju strefowym (eliminacji mistrzostw świata) w Starej Zagorze. W barażu rozegranym w Warszawie zajął jednak ostatnie miejsce i nie awansował do turnieju międzystrefowego. W 1997 r. wystąpił w Groningen na mistrzostwach świata systemem pucharowym, awansując do II rundy (w której uległ Joelowi Lautier). Czterokrotnie zdobył medale w mistrzostwach Czech: złoty (1994) i trzykrotnie srebrny (1993, 2000, 2003).
W kolejnych latach odniósł szereg międzynarodowych sukcesów, m.in. w Nowym Smokowcu (1992, dz. II m.), Starym Meście (1992, dz. I m.), Pradze (1993, dz. I m.), Odorheiu Secuiescu (1995, I m., turniej strefowy), Altensteigu (1995, I m.), Pardubicach (1998, dz. I m.), Koszalinie (1998, 1999, dwukrotnie dz. II m.), Lippstadt (2000, I m.), Pardubicach (2002, dz. I m.), Benasque (2004, dz. I m.), Nowym Jorku (2009, dz. I m. wspólnie z m.in. Giorgim Kaczeiszwilim i Aleksandrem Stripunskim) oraz Ostrawie (2009, dz. I m. wspólnie z Viktorem Laznicką).
Wielokrotnie reprezentował Czechosłowację i Czechy w turniejach drużynowych, m.in.:
- jedenastokrotnie na olimpiadach szachowych (w latach 1990, 1992, 1994, 1996, 2000, 2002, 2004, 2006, 2008, 2010, 2012)[4],
- dziewięciokrotnie na drużynowych mistrzostwach Europy (w latach 1992, 1997, 1999, 2003, 2005, 2007, 2009, 2011, 2013)[5].

Najwyższy ranking w dotychczasowej karierze osiągnął 1 stycznia 1996 r., z wynikiem 2650 punktów dzielił wówczas 18-20. miejsce na światowej liście FIDE, jednocześnie zajmując 1. miejsce wśród czeskich szachistów.